# Fútbol Club Iberia
Maillots
Le Fútbol Club Iberia (en arabe : فوتبول كلوب إبيريا), plus couramment abrégé en FC Iberia, est un ancien club marocain de football fondé en 1953 et disparu en 1956 (après l'indépendance du pays), et basé dans la ville de Tanger.

## Histoire
Avant l'indépendance, la compétition au nord du Maroc était intense entre les équipes marocaines et espagnoles dans le cadre du championnat régional espagnol, qui était sous la direction de la ligue espagnole de football. Cette dernière a été assurée par la communauté espagnole et nous pouvons citer La Sevillana, SC Iberia, Unión Tangerina, Club Atlético Tetuán et U.D.España.

## Galerie

Carte du protectorat espagnol au nord du Maroc
Drapeau du Maroc espagnol